# Ilya Kharun
Ilya Kharun (Montreal, 7 de febrero de 2005) es un deportista canadienese que compite en natación.
Participó en los Juegos Olímpicos de París 2024, obteniendo dos medallas de bronce, en las pruebas de 100 m mariposa y 200 m mariposa.
Ganó una medalla de bronce en el Campeonato Mundial de Natación de 2025 y siete medallas en el Campeonato Mundial de Natación en Piscina Corta, en los años 2022 y 2024.
Estudió Gestión Deportiva en la Universidad Estatal de Arizona.

## Palmarés internacional
| Juegos Olímpicos                    | Juegos Olímpicos      | Juegos Olímpicos  | Juegos Olímpicos        |
| Año                                 | Lugar                 | Medalla           | Prueba                  |
| ----------------------------------- | --------------------- | ----------------- | ----------------------- |
| 2024                                | París (Francia)       | Medalla de bronce | 100 m mariposa          |
| 2024                                | París (Francia)       | Medalla de bronce | 200 m mariposa          |
| Campeonato Mundial                  |                       |                   |                         |
| Año                                 | Lugar                 | Medalla           | Prueba                  |
| 2025                                | Singapur (Singapur)   | Medalla de bronce | 100 m mariposa          |
| Campeonato Mundial en Piscina Corta |                       |                   |                         |
| Año                                 | Lugar                 | Medalla           | Prueba                  |
| 2022                                | Melbourne (Australia) | Medalla de plata  | 100 m mariposa          |
| 2022                                | Melbourne (Australia) | Medalla de bronce | 4 × 50 m estilos mixto  |
| 2024                                | Budapest (Hungría)    | Medalla de oro    | 200 m mariposa          |
| 2024                                | Budapest (Hungría)    | Medalla de plata  | 50 m mariposa           |
| 2024                                | Budapest (Hungría)    | Medalla de plata  | 4 × 50 m libre mixto    |
| 2024                                | Budapest (Hungría)    | Medalla de plata  | 4 × 50 m estilos mixto  |
| 2024                                | Budapest (Hungría)    | Medalla de bronce | 4 × 100 m estilos mixto |